# John J. Wood
John Jacob Wood (* 16. Februar 1784 in Clarkstown (heute New City), New York; † 20. Mai 1874 ebenda) war ein US-amerikanischer Jurist und Politiker. Zwischen 1827 und 1829 vertrat er den Bundesstaat New York im US-Repräsentantenhaus.

## Werdegang
John Jacob Wood war zwischen 1809 und 1812 als Stadtschreiber (town clerk) in Clarkstown tätig. Danach ging er 1815 und 1823 einer Beschäftigung als Schulinspektor nach. Politisch gehörte er der Jacksonian-Fraktion an. Bei den Kongresswahlen des Jahres 1826 wurde Wood im zweiten Wahlbezirk von New York in das US-Repräsentantenhaus in Washington, D.C. gewählt, wo er am 4. März 1827 die Nachfolge von Joshua Sands antrat. Da er im Jahr 1828 auf eine erneute Kandidatur verzichtete, schied er nach dem 3. März 1829 aus dem Kongress aus. Danach ging er zwischen 1829 und 1831 sowie 1835 und 1837 wieder der Tätigkeit als Schulinspektor nach. 1837 war er als Vormundschafts- und Nachlassrichter (surrogate) von Rockland County tätig. Seinen letzten politischen Auftritt hatte er 1846 als Delegierter bei der verfassunggebenden Versammlung von New York. Er starb am 20. Mai 1874 in New City und wurde auf dem Old Wood Burying Ground beigesetzt.